# Бургаски отряд
Бургаският отряд е българско военно формирование, формирано по време на Сръбско-българската война (1885) в състава на Източния корпус.

## Формиране
Отрядът е формиран на 9 септември 1885 г. Създаден е за отбрана на южната граница на България. Командир е майор Пенчо Шиваров.
За началник на щаба е назначен капитан Димитър Стефанов Вълнаров. С височаший приказ № 15 от 23 септември 1885 година на длъжността началник на щаба е назначен капитан Тянков. С приказ № 38 на княз Александър I Батенберг за промени в командия състав на Западния и Източния корпус от 9 ноември 1885 година началникът на Бургаския отряд майор Пенчо Шиваров е назначен за командващ Източния корпус.

## Състав
При създаването на отряда в него влизат следните дружини:
- Първа бургаска дружина с командир капитан Едмонд Гогенауер
- Втора бургаска дружина с командир капитан Стефан Петров Белов
- Трета бургаска дружина с командир капитан Боянов
- Айтоска дружина с командир капитан Димитър Георгиев Обрешков